# Famille Régnier
Pour les articles homonymes, voir Régnier.

Armes de la famille Régnier

La famille Régnier est une famille française titrée sous le Premier Empire, issue de Claude Ambroise Régnier, grand-juge et ministre de la justice de Napoléon Ier.

## Arbre généalogique

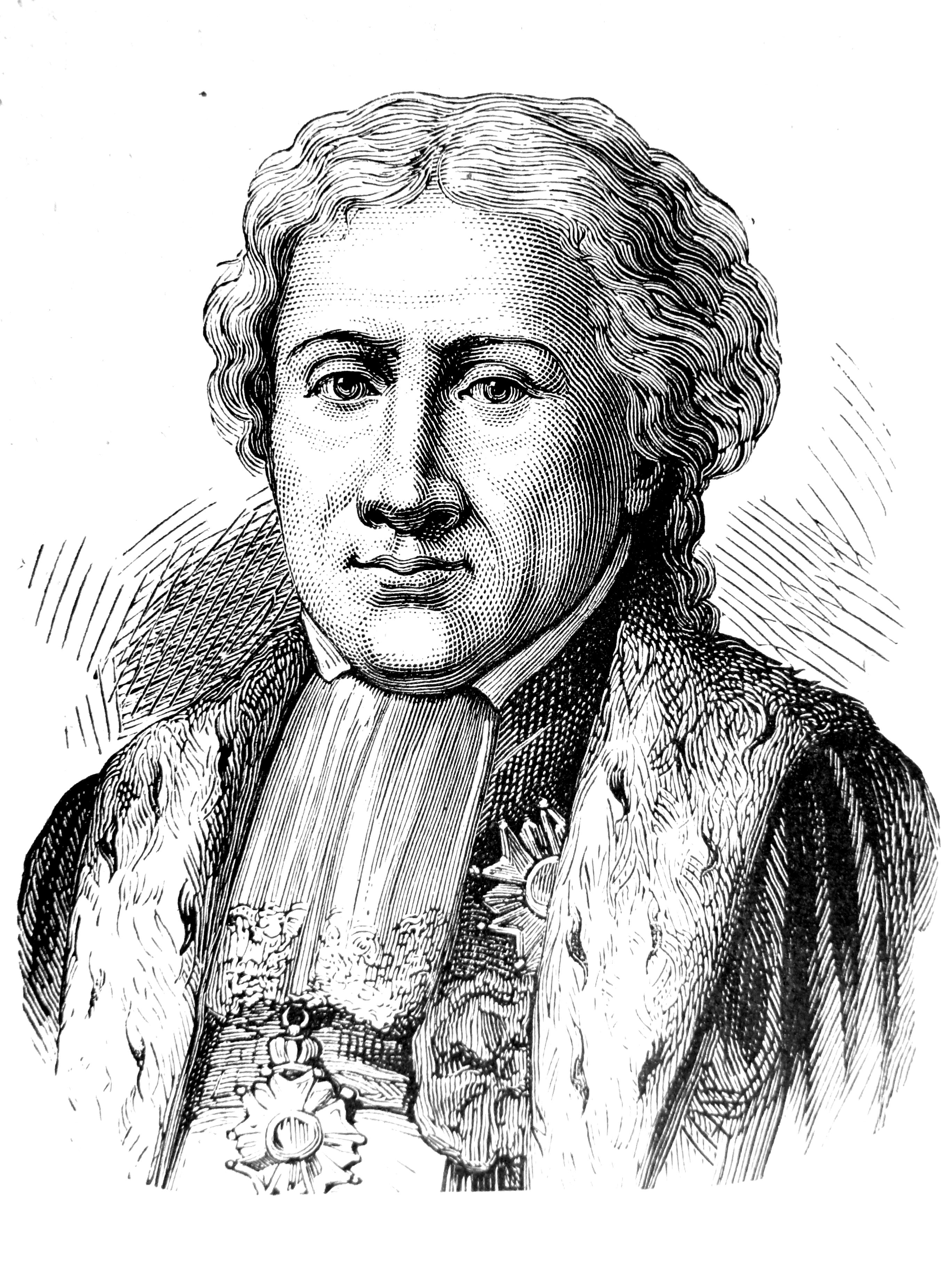
Claude Ambroise Régnier, duc de Massa (1746-1814)

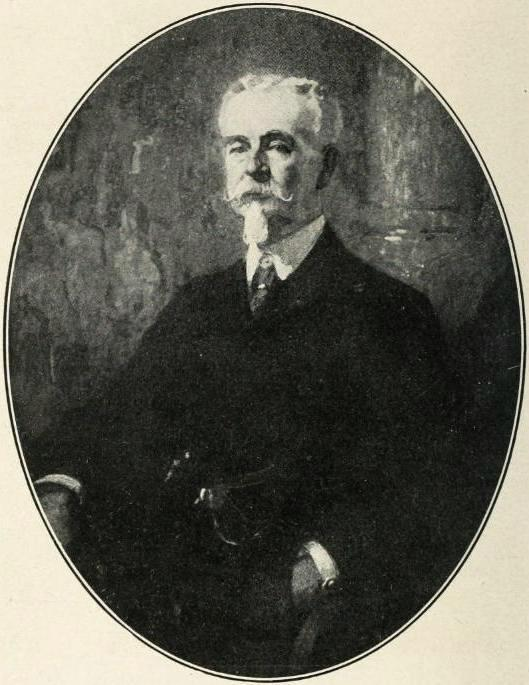
Alexandre Philippe Régnier, marquis de Massa (1831-1910), chevalier de la Légion d'honneur

- Claude Ambroise Régnier (5 novembre 1746 - Blâmont ; † 24 juin 1814 - Paris, inhumé au Panthéon (caveau III)), duc de Massa, ministre de la Justice sous le gouvernement impérial. Il épouse Charlotte Lejeune (27 juin 1748 - Lunéville ; † 25 janvier 1835 - Paris). Grand'croix de la Légion d'honneur [1]
  - Charlotte Régnier, épouse du baron François Mansuy Thiry
  - Nicolas François Sylvestre Régnier (31 décembre 1783 - Blâmont ; † 20 août 1851 - Château de Moncontour, Vouvray (Indre-et-Loire)), 2e duc de Massa, comte de Gronau en 1809, commandeur de la Légion d'honneur [2], pair de France (1816), préfet de l'Oise puis préfet du Cher. Il épouse le 18 décembre 1810 (Paris) Anne-Charlotte, dite Nancy MacDonald (29 février 1792 - Saint-Germain-en-Laye ; † 28 mai 1870 - Château de Moncontour, Vouvray (Indre-et-Loire)), fille aînée du maréchal MacDonald. Ensemble, ils eurent :
    - Alfred (1811 ; † 9 janvier 1813) ;
    - Alphonse Adel Alfred (7 août 1814 - Paris 1 ; † 18 février 1846 - Paris), marquis de Massa, marié avec Caroline Adélaïde Andréine Leroux (20 juin 1836 ; † 17 mai 1874 - Paris 8), dont :
      - André Philippe Alfred (1er mai 1837 - Paris 2e; † 23 mai 1913 - Paris), comte de Gronau, 3e duc de Massa (23 janvier 1852), compositeur, sans postérité ;
      - Alexandrine (11 septembre 1840 - Paris 2e ; † 21 juillet 1844 - Paris 2e) ;

    - Charlotte Joséphine Nancy (1816 ; † 23 octobre 1864) ([Saint-Martin-de-Bresse]), épouse de Jacques Edouard Burignot de Varennes (1795 ; † 1873), Ambassadeur français, député de Saône-et-Loire, sénateur du Second Empire ;
    - Adèle Marie Sidonie Mathilde (1827 ; † 1907) ;
    - Alexandre Philippe, marquis de Massa (6 décembre 1831 - Paris 2e ; † 24 octobre 1910 - Paris), Officier de cavalerie, il commença sa carrière militaire en Algérie puis devint membre du régiment d'élite des Guides de la Garde impériale. Il prit part à la guerre de Crimée, participa à la bataille de Solférino en 1859, puis fut aide de camp du maréchal Bazaine durant l'expédition du Mexique. Il était avec Napoléon III à la bataille de Sedan, parvint à s'échapper et rejoignit l'armée du général Bourbaki. Durant les huit dernières années du Second Empire, le marquis de Massa fut une figure en vue de la Cour impériale, ayant été chargé par l'impératrice Eugénie de composer des divertissements théâtraux – charades, proverbes dramatiques – joués sur les théâtres de cour de Compiègne et de Rambouillet par une compagnie d'amateurs tels que la princesse Pauline de Metternich, la duchesse de Persigny, la comtesse de Malaret, la comtesse de Pourtalès, etc. L'une de ses pièces les plus connues est Les Commentaires de César (1865). En 1906, le marquis de Massa fut élu à la présidence de deux des plus prestigieux cercles parisiens : le Cercle de la Rue Royale et le Cercle de l'Union, dit aussi l'Épatant[3]. Il accepta la seconde. Très populaire à Paris, il était surnommé Aramis par ses amis, en raison de sa ressemblance avec le personnage des Trois Mousquetaires[4]. chevalier de la Légion d'honneur [5]. Il avait épousé le 5 janvier 1874 à Paris 9 Françoise Caroline Marie Madeleine Coppens (11 décembre 1855 à Paris ; † 3 novembre 1937) à Paris. Ils eurent trois fils :
      - Jean Louis Napoléon Eugène (25 décembre 1875 - Paris 1er ; † 18 janvier 1946 - Chaumes-en-Brie (Seine-et-Marne))[6], 4e duc de Massa, marié 14 octobre 1903 à Paris avec Odette Marie Catherine Armande de Boutray, dont :
        - Alexandre Alfred André (9 mai 1905 à Paris 8; † 14 janvier 1962) à Paris 16, 5e duc de Massa, administrateur de sociétés, lieutenant ABC, chevalier de la Légion d'honneur [7], sans postérité ;
        - Ernest François Philippe Albéric (29 mai 1910 à Paris 17 ; † 17 juin 1940) à Treilles-en-Gâtinais, Loiret) ;
        - Henri-Claude (28 décembre 1913 à Paris ; † 21 décembre 1934 à Paris) ;

      - Alfred Eugène Gaston (28 septembre 1881 ; † 1935).
      - Charles Philippe Jacques (1er mai 1885 - Paris VIIIe ; † Tué par un éclat d'obus le 15 octobre 1918 - mort pour la France à Reygerie, Belgique), Saint-Cyrien (1904-1906 : promotion du Centenaire d'Austerlitz), capitaine au 31e régiment de dragons.

## Armes
Les armes de la famille Régnier se décrivent ainsi : d’hermine à la fasce de sable, chargée de trois alérions d’or, au chef de gueules, semé d’étoiles d’argent.